# Skate America de 2006
O Skate America de 2006 foi a vigésima quinta edição do Skate America, um evento anual de patinação artística no gelo organizado pela United States Figure Skating Association, e que fez parte do Grand Prix de 2006–07. A competição foi disputada entre os dias 26 de outubro e 29 de outubro, na cidade de Hartford, Connecticut, Estados Unidos.

## Eventos
- Individual masculino
- Individual feminino
- Duplas
- Dança no gelo

## Medalhistas
| Evento                        | Ouro                                       | Prata                                             | Bronze                                                   |
| Individual masculino detalhes | Nobunari Oda · Japão                       | Evan Lysacek · Estados Unidos                     | Alban Préaubert · França                                 |
| Individual feminino detalhes  | Miki Ando · Japão                          | Kimmie Meissner · Estados Unidos                  | Mao Asada · Japão                                        |
| Duplas detalhes               | Rena Inoue · John Baldwin · Estados Unidos | Dorota Siudek · Mariusz Siudek · Polônia          | Naomi Nari Nam · Themistocles Leftheris · Estados Unidos |
| Dança no gelo detalhes        | Albena Denkova · Maxim Staviski · Bulgária | Melissa Gregory · Denis Petukhov · Estados Unidos | Nathalie Péchalat · Fabian Bourzat · França              |

## Resultados

### Individual masculino
| Pos.              | Nome                 | Nacionalidade  | Pontos | PC         | PL          |
| ----------------- | -------------------- | -------------- | ------ | ---------- | ----------- |
| Medalha de ouro   | Nobunari Oda         | Japão          | 231.39 | 81.80 (1)  | 149.59 (2)  |
| Medalha de prata  | Evan Lysacek         | Estados Unidos | 221.09 | 70.35 (3)  | 150.74 (1)  |
| Medalha de bronze | Alban Préaubert      | França         | 212.67 | 73.80 (2)  | 138.87 (3)  |
| 4                 | Kevin van der Perren | Bélgica        | 178.52 | 63.43 (5)  | 115.09 (5)  |
| 5                 | Sergei Davydov       | Bielorrússia   | 175.72 | 60.91 (6)  | 114.81 (7)  |
| 6                 | Scott Smith          | Estados Unidos | 173.08 | 58.25 (8)  | 114.83 (6)  |
| 7                 | Sergei Voronov       | Rússia         | 173.03 | 56.40 (9)  | 116.63 (4)  |
| 8                 | Ryan Bradley         | Estados Unidos | 172.29 | 64.44 (4)  | 107.85 (9)  |
| 9                 | Christopher Mabee    | Canadá         | 163.16 | 58.35 (7)  | 104.81 (10) |
| 10                | Karel Zelenka        | Itália         | 161.95 | 53.31 (10) | 108.64 (8)  |
| 11                | Yasuharu Nanri       | Japão          | 150.36 | 49.20 (12) | 101.16 (11) |
| WD                | Nicholas Young       | Canadá         | —      | 49.72 (11) | — (WD)      |

### Individual feminino
| Pos.              | Nome              | Nacionalidade  | Pontos | PC         | PL         |
| ----------------- | ----------------- | -------------- | ------ | ---------- | ---------- |
| Medalha de ouro   | Miki Ando         | Japão          | 192.59 | 66.74 (2)  | 125.85 (1) |
| Medalha de prata  | Kimmie Meissner   | Estados Unidos | 177.78 | 58.82 (3)  | 118.96 (2) |
| Medalha de bronze | Mao Asada         | Japão          | 171.23 | 68.84 (1)  | 102.39 (4) |
| 4                 | Sarah Meier       | Suíça          | 169.01 | 57.60 (4)  | 111.41 (3) |
| 5                 | Emily Hughes      | Estados Unidos | 147.34 | 57.42 (5)  | 89.92 (6)  |
| 6                 | Mai Asada         | Japão          | 138.29 | 48.66 (6)  | 89.63 (7)  |
| 7                 | Kiira Korpi       | Finlândia      | 132.93 | 42.98 (8)  | 89.95 (5)  |
| 8                 | Mira Leung        | Canadá         | 128.07 | 44.34 (7)  | 83.73 (8)  |
| 9                 | Valentina Marchei | Itália         | 116.81 | 42.92 (9)  | 73.89 (9)  |
| 10                | Michelle Cantu    | México         | 108.04 | 37.38 (10) | 70.66 (11) |
| 11                | Katy Taylor       | Estados Unidos | 106.07 | 34.66 (11) | 71.41 (10) |

### Duplas
| Pos.              | Nome                                    | Nacionalidade  | Pontos | PC        | PL         |
| ----------------- | --------------------------------------- | -------------- | ------ | --------- | ---------- |
| Medalha de ouro   | Rena Inoue / John Baldwin               | Estados Unidos | 169.90 | 59.28 (1) | 110.62 (2) |
| Medalha de prata  | Dorota Siudek / Mariusz Siudek          | Polônia        | 161.47 | 50.34 (4) | 111.13 (1) |
| Medalha de bronze | Naomi Nari Nam / Themistocles Leftheris | Estados Unidos | 161.32 | 57.32 (2) | 104.00 (3) |
| 4                 | Anabelle Langlois / Cody Hay            | Canadá         | 153.63 | 55.86 (3) | 97.77 (4)  |
| 5                 | Maria Mukhortova / Maxim Trankov        | Rússia         | 141.31 | 49.02 (5) | 92.29 (5)  |
| 6                 | Tiffany Vise / Derek Trent              | Estados Unidos | 131.19 | 46.86 (7) | 84.33 (6)  |
| 7                 | Elena Efaieva / Alexei Menshikov        | Rússia         | 130.53 | 48.68 (6) | 81.85 (7)  |
| 8                 | Dominika Piątkowska / Dmitri Khromin    | Polônia        | 123.21 | 44.58 (8) | 78.63 (8)  |

### Dança no gelo
| Pos.              | Nome                                | Nacionalidade  | Pontos | DC         | DO         | DL         |
| ----------------- | ----------------------------------- | -------------- | ------ | ---------- | ---------- | ---------- |
| Medalha de ouro   | Albena Denkova / Maxim Staviski     | Bulgária       | 201.58 | 39.19 (1)  | 62.27 (1)  | 100.12 (1) |
| Medalha de prata  | Melissa Gregory / Denis Petukhov    | Estados Unidos | 180.98 | 35.02 (2)  | 55.61 (2)  | 90.35 (2)  |
| Medalha de bronze | Nathalie Péchalat / Fabian Bourzat  | França         | 167.28 | 32.38 (3)  | 52.88 (3)  | 82.02 (4)  |
| 4                 | Morgan Matthews / Maxim Zavozin     | Estados Unidos | 164.94 | 29.95 (5)  | 51.05 (4)  | 83.94 (3)  |
| 5                 | Sinead Kerr / John Kerr             | Reino Unido    | 160.09 | 30.98 (4)  | 50.06 (5)  | 79.05 (5)  |
| 6                 | Kimberley Navarro / Brent Bommentre | Estados Unidos | 152.78 | 27.56 (8)  | 47.63 (6)  | 77.59 (6)  |
| 7                 | Nozomi Watanabe / Akiyuki Kido      | Japão          | 149.27 | 29.79 (6)  | 44.37 (8)  | 75.11 (7)  |
| 8                 | Alexandra Zaretski / Roman Zaretski | Israel         | 143.95 | 27.62 (7)  | 46.02 (7)  | 70.31 (9)  |
| 9                 | Chantal Lefebvre / Arseni Markov    | Canadá         | 142.87 | 25.15 (10) | 43.34 (9)  | 74.38 (8)  |
| 10                | Natalia Mikhailova / Arkadi Sergeev | Rússia         | 135.99 | 25.80 (9)  | 41.90 (10) | 68.29 (10) |
| 11                | Allie Hann-McCurdy / Michael Coreno | Canadá         | 131.07 | 23.58 (11) | 39.57 (11) | 67.92 (11) |

## Quadro de medalhas
| Ordem | País           | Medalha de ouro | Medalha de prata | Medalha de bronze |    | Ordem por total |
| ----- | -------------- | --------------- | ---------------- | ----------------- | -- | --------------- |
| 1     | Japão          | 2               |                  | 1                 | 3  | 2               |
| 2     | Estados Unidos | 1               | 3                | 1                 | 5  | 1               |
| 3     | Bulgária       | 1               |                  |                   | 1  | 4               |
| 4     | Polônia        |                 | 1                |                   | 1  | 4               |
| 5     | França         |                 |                  | 2                 | 2  | 3               |
| TOTAL | TOTAL          | 4               | 4                | 4                 | 12 | —               |